# InterSky

Logo d'InterSky.

InterSky (code AITA : 3L, code OACI : ISK) était une compagnie aérienne autrichienne.
Son siège est à Bregenz et sa base est l'Aéroport de Friedrichshafen.
InterSky fut fondée en novembre 2001 par les anciens dirigeants de la compagnie aérienne Rheintalflug, Rolf Seewald et Renate Moser. La compagnie commença ses vols le 25 mars 2002. De 2002 à début 2005, elle opéra la ligne entre l'Aéroport de Berne et Berlin ainsi que la ligne Berne-Vienne. Elle opéra également une ligne Berne-Paris en 2003. Elle opéra également des vols charters depuis Zurich à destination d'Elba, Tortoli et Palma.
Fin 2004, elle commença à opérer des vols entre Friedrichshafen et Berlin, Vienne, Cologne-Bonn ainsi qu'Hamburg. Au début de l'été 2005, la compagnie Intersky se retira complètement de Berne. En 2006 elle ouvrit une ligne entre Graz et Berlin-Tempelhof. Pour l'hiver 2010/2011, Intersky redirige ses vols vers Düsseldorf en lieu et place de Cologne-Bonn.
Elle annonce reprendre un vol au départ de Berne pour l'Île d'Elbe dès mai 2014.

## Dirigeants
InterSky fut la propriété de la famille Moser et Seewald (50 % chacun) et ont pris leur retraite en avril 2007. Depuis 2006, Claus Bernatzik est le PDG de InterSky. Il était auparavant directeur d'Eurowings et Rheintalflug . 

## Flotte
À ce jour, la flotte se compose de 1 appareils ;
1Bombardier Dash 8Q-300
OE-LIA, DHC-8-Q314